# 2012년 두산 베어스 시즌
2012년 두산 베어스 시즌은 두산 베어스가 KBO 리그에 참가한 14번째 시즌이며, OB 베어스 시절까지 합하면 31번째 시즌이다. 김진욱 감독이 팀을 이끈 첫 시즌이며, 임재철이 주장을 맡았고, 임재철이 부상으로 2군에 내려가자, 이종욱이 임시 주장을 맡았다. 팀은 8팀 중 정규시즌 3위에 오르며 포스트시즌에 진출했다. 그러나 준플레이오프에서 4위 롯데 자이언츠에게 1승 3패로 져 탈락했는데 2010년 야심차게 영입했지만 부진에 시달린 이현승이 상무에 입대한 데다 전년도 일본에서 돌아온 이혜천이 2011년 7월 수비 연습 도중 펑고 타구에 맞아 왼 손등 골절상을 당하여 시즌을 일찍 마감한 충격 탓인지 부진의 늪에서 벗어나지 못해  쓸만한 좌완투수 갈증에 시달린 것이 컸는데 196CM의 장신 외국인 좌완 브렌트 리치 영입을 고려했지만 불발됐다. 이후 롯데 자이언츠가 플레이오프에서 SK 와이번스에게 지면서 두산 베어스의 최종 순위는 3위가 되었다.

## 코치
- 이토 쓰토무, 송재박, 김민호, 정명원, 장원진, 전형도, 권명철, 고마키 유이치

## 타이틀
- 일구상 의지노력상: 노경은
- 조아제약 프로야구대상 프로코치상: 정명원
- 조아제약 프로야구대상 기량발전상: 노경은
- 스포츠토토 올해의 성취상: 노경은
- 스포츠토토 9월 MVP: 노경은
- 한일 프로야구 레전드매치 올스타: 윤동균 (코치), 김광수 (내야수), 장원진 (외야수)
- 카스포인트 레전드상: 김인식
- 6월 한국갤럽 선정 가장 좋아하는 한국인 야구선수 9위: 김현수
- 레전드 올스타 선정 포지션별 현역 최고 선수: 김현수 (외야수)
- 올스타전 추천선수: 이용찬, 프록터, 양의지, 김현수
- 올스타전 승리팀상: 이스턴리그
- 스포츠조선 선정 올스타 베스트10: 이용찬 (투수), 김현수 (외야수 1위)
- KBO 대학생 객원마케터 선정 신일고등학교 올스타: 박종훈, 김태형, 김현수
- 컴투스프로야구 선정 신고선수 출신 스타 선수: 김현수
- 마무리등판: 프록터 (55)
- 완봉: 노경은 (2)
- 세이브포인트: 프록터 (39)
- 투구 수: 니퍼트 (3027)
- 피안타율: 노경은 (0.204)
- 도루 저지: 양의지 (45)

### 퓨처스리그
- 퓨처스 올스타: 이현호, 박세혁, 정진호, 국해성
- 북부리그 3루타: 류지혁 (7)
- 북부리그 도루: 민병헌 (24)

## 선수단
- 선발투수: 니퍼트, 이용찬, 김승회, 김선우
- 구원투수: 노경은, 홍상삼, 변시원, 김강률, 김창훈, 김태영, 안규영, 이현호, 임태훈, 정재훈, 윤명준, 이원재, 정대현, 서동환, 고창성, 이혜천
- 마무리투수: 프록터, 이재우
- 포수: 양의지, 최재훈, 박세혁, 용덕한
- 1루수: 오재원, 윤석민, 김재환
- 2루수: 최주환, 고영민, 허경민
- 유격수: 손시헌, 김재호, 류지혁
- 3루수: 이원석
- 좌익수: 김현수
- 중견수: 이종욱
- 우익수: 이성열, 정수빈, 정진호, 국해성, 민병헌, 임재철
- 지명타자: 김동주, 오재일, 최준석, 김동한, 오장훈

## 특이 사항
- 용덕한은 시즌 도중 롯데 자이언츠로 이적하여 OB 베어스 시절을 제외한 두산 베어스 사상 통산 최저 WAR(-1.63) 기록을 세웠다.
- 니퍼트, 이용찬, 노경은이 두 자릿수 선발승을 기록해 팀은 2002년 이후 10년 만에 두 자릿수 선발승 투수 3명을 배출했다.
- 이 시즌은 KBO 리그 사상 17번째로 규정 이닝 충족 투수 전원이 양수 WAR을 기록한 시즌이다. 이 중 가장 WAR이 낮았던 김선우는 WAR 0.50을 기록했다.
- 프록터는 마무리등판 55회, 35세이브로 KBO 리그 외국인 투수 최다 기록을 세웠다.
- 프록터는 이 시즌 55.1이닝을 소화하여 KBO 리그 역대 단일시즌 무피홈런 외국인 투수 중 최다 이닝을 소화했다.
- 준플레이오프 1~4차전 중 1, 4차전은 연장 끝에 졌고, 2, 4차전은 1점 차로 졌다. 특히 4차전에서는 양의지가 연장 10회에 3루 송구 과정에서 실책을 저지르며 역전패를 당했다.